# Kurt Schwabach

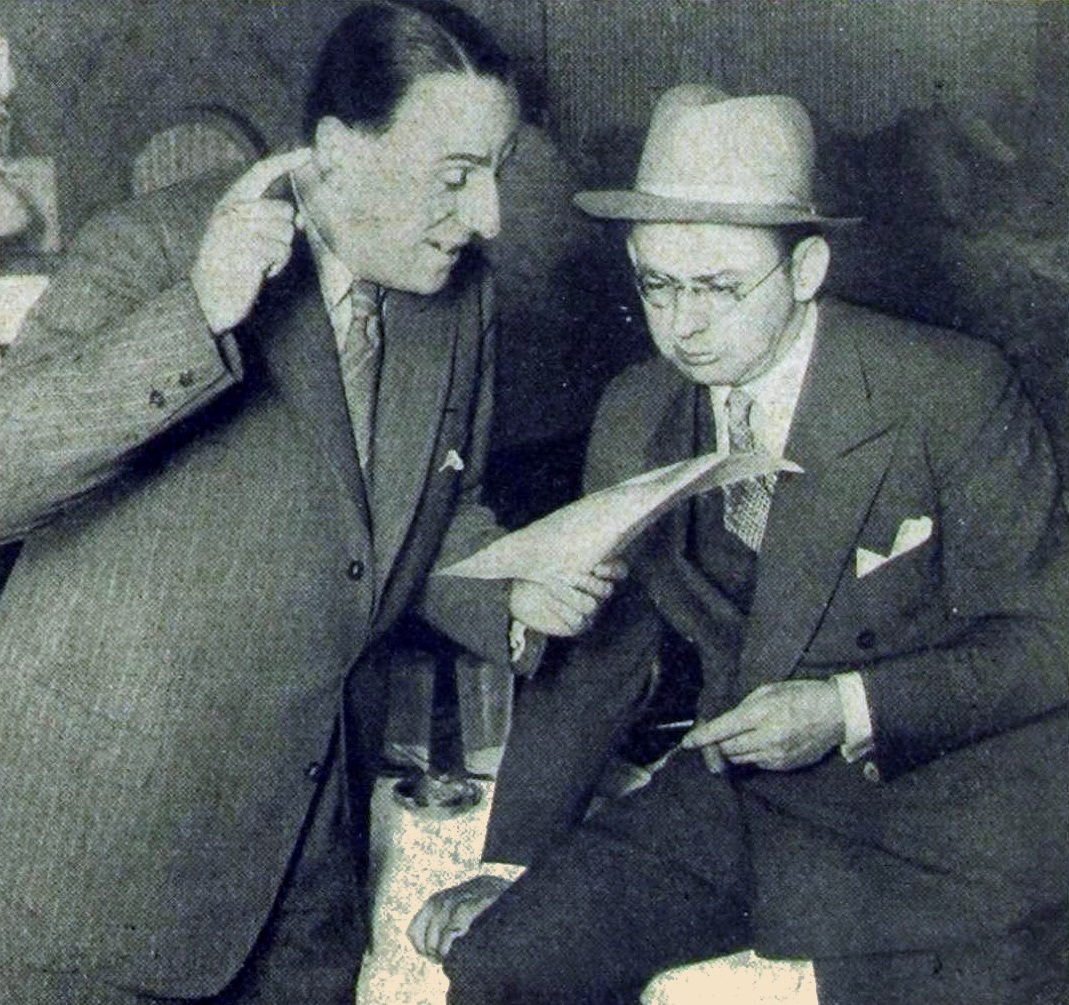
Kurt Schwabach (links) mit Willy Rosen, um 1922

Kurt Schwabach (* 26. Februar 1898 in Berlin; † 26. Oktober 1966 in Hamburg) war ein deutscher Schriftsteller, Schlagertexter, Kabarettist, Komponist und Sänger.

## Leben
Kurt Schwabach wuchs als Sohn des Fabrikanten Arthur Schwabach und der Klavierlehrerin Margarethe Schwabach, geb. Jacobson in Berlin auf. 1903 bekam er eine Schwester, Ruth. Schwabach absolvierte am Werner-Siemens-Gymnasium in Berlin-Schöneberg das Notabitur und war dann von 1915 bis zum Ende des Ersten Weltkriegs Pilot bei der Luftwaffe. 1919 starb sein Vater im Alter von 57 Jahren. Am 2. Oktober desselben Jahres heiratete er Elisabeth Ludwina Vetter, die Ehe wurde jedoch schon im Dezember 1920 wieder geschieden.
Schwabach arbeitete zunächst als Journalist und schrieb Texte für das „Kabarett der Komiker“ und andere Berliner Kabarette wie „Die Gondel“, „Das Morando“ und die „Nelson-Revue“. Er wurde ein gefragter Songtexter. Einen ersten Erfolg hatte er 1921 mit seinem von Mischa Spoliansky vertonten „Lila Lied“, das er dem Sexualforscher Magnus Hirschfeld (1868–1935) widmete. Bekannt wurden seine mit dem Komponisten Willy Rosen 1929/30 verfassten Schlager Wenn du einmal dein Herz verschenkst und Darf ich um den nächsten Tango bitten. Ein weiterer Erfolg wurde der mit Jim Cowler 1928 verfasste Schlager Es gibt eine Frau, die dich niemals vergißt. Für die Operette „Glückliche Reise“ von Eduard Künneke lieferte er 1932 das Libretto und verfasste weitere Texte zu Stücken von Walter Kollo und Walter Bromme. Zudem war er für den Spielfilm tätig und schrieb Drehbücher und Filmmusiken.
1933 erhielt Schwabach aus „rassischen“ Gründen Berufsverbot. Er versuchte daraufhin, in der Londoner Filmindustrie Anschluss zu finden. Nach der Fertigstellung seines zweiten Drehbuches wurde ihm jedoch die Arbeitserlaubnis in England verwehrt, so dass er 1935 wieder nach Berlin zurückkehrte. 1937 verließ er Deutschland erneut, um sich einer Verhaftung durch die Gestapo zu entziehen.

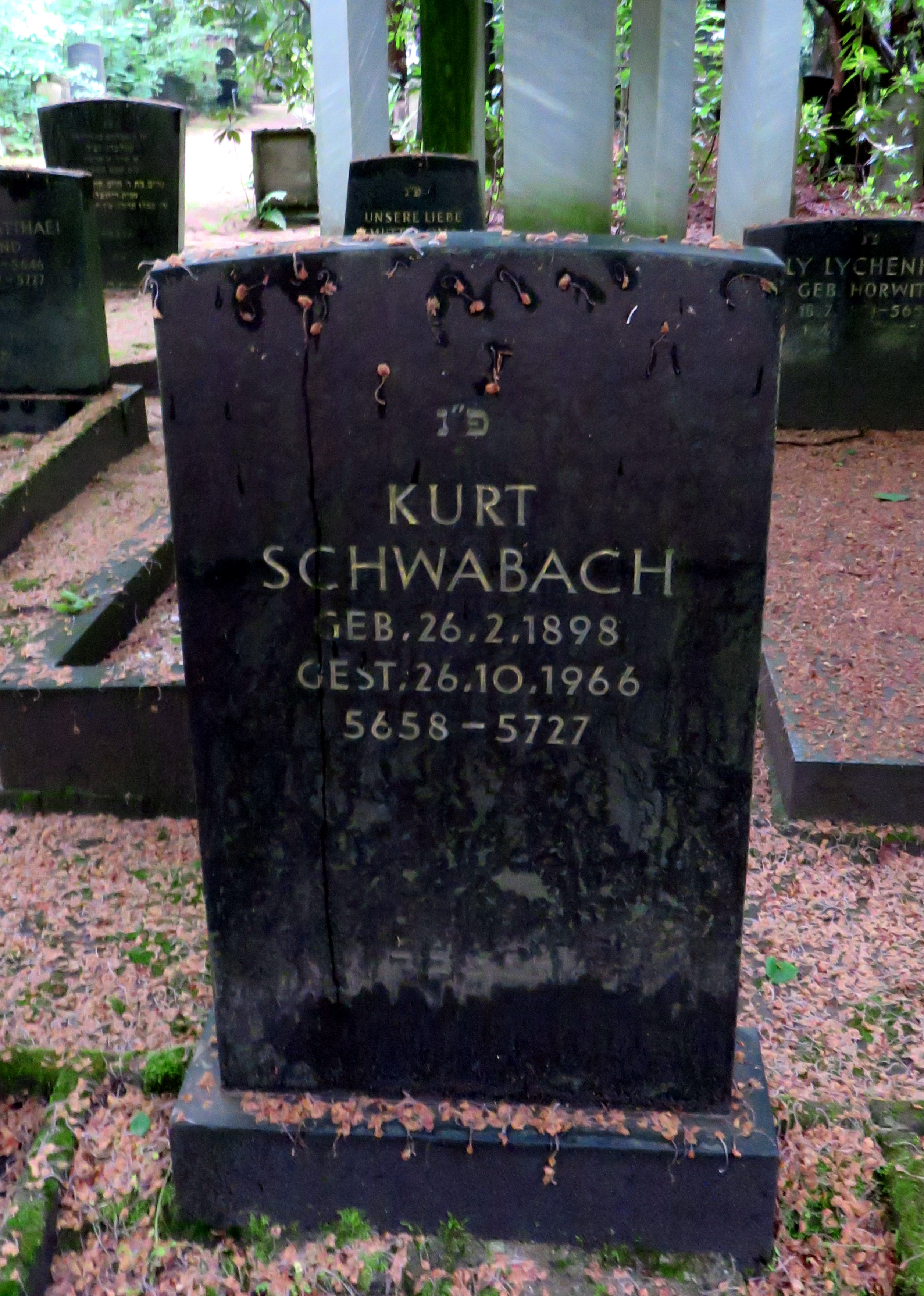
Grabstein „Kurt Schwabach“, Jüdischer Friedhof Ohlsdorf (Ilandkoppel)

Über die Schweiz und Wien kam er zunächst nach Prag, wo er sich ein Jahr lang durchschlug. Nach der Besetzung Prags durch die Deutschen 1939 floh er über die polnische Grenze, wurde dabei verhaftet und nach Ungarn abgeschoben. Zu Fuß gelangte er nach Budapest und konnte sich schließlich von dort aus illegal per Schiff nach Palästina absetzen. Dort kam er 14 Monate in ein britisches Auffanglager, bevor er Hilfstätigkeiten als Tankwart, Kellner und Barmixer in Tel Aviv aufnehmen konnte. Nebenbei schrieb er Programme für das deutschsprachige Kabarett Adi Körners in Haifa. Seine Mutter und seine Schwester wurden Anfang der 1940er Jahre in das Ghetto Theresienstadt und in das Ghetto Lodz/Litzmannstadt deportiert und ermordet.
1949 kehrte Schwabach nach Deutschland zurück und ließ sich in Hamburg nieder. Er arbeitete zunächst für die Musik- und Filmmusikproduktion des Sikorski-Verlags. 1951 strengte er ein Entschädigungsverfahren in Berlin an. Bis in die 1960er Jahre hinein war er als Textdichter und Librettist tätig. Im Februar 1960 gewann das von ihm getextete Lied Bonne nuit, ma chérie mit dem Sänger Wyn Hoop die deutsche Vorentscheidung zum Eurovision Song Contest 1960. Für die Filmschlager aus Prairie Saloon (1961) und Heimweh nach St. Pauli (1962) lieferte er die Texte zur Musik von Lotar Olias. Mit ca. 2000 gedruckten Titeln wurde Schwabach zu einem der erfolgreichsten Schlagertexter der deutschsprachigen Unterhaltungsszene. Er wurde Beiratsmitglied der GEMA sowie Präsidialbeirat und später Präsident des Verbandes Deutscher Bühnenschriftsteller und -komponisten.
1940 heiratete er die 1903 in Chișinău geborene Lea van Huiden, geborene Fainleeb, die mit ihrem ersten Mann, dem Niederländer Emil van Huiden, in den 1930er Jahren ebenfalls nach Palästina emigriert war.
1961 wurden ihm von ärztlicher Seite „chronisch-subdepressive Zustände“ attestiert, die auf seine Verfolgung während der NS-Zeit zurückgeführt wurden. Kurt Schwabach nahm sich am 26. Oktober 1966 in Hamburg das Leben. Er wurde auf dem Jüdischen Friedhof Ilandkoppel in Hamburg-Ohlsdorf, Planquadrat ZZ11-696, beigesetzt. Als Todesursache wurde eine Kohlenoxydvergiftung angegeben.

## Auszeichnungen
- 1960 1. Preis beim Schlagerwettbewerb Baden-Baden 1960
- 1963 Richard-Strauss-Medaille anlässlich seines 65. Geburtstages.

## Werke (Auswahl)

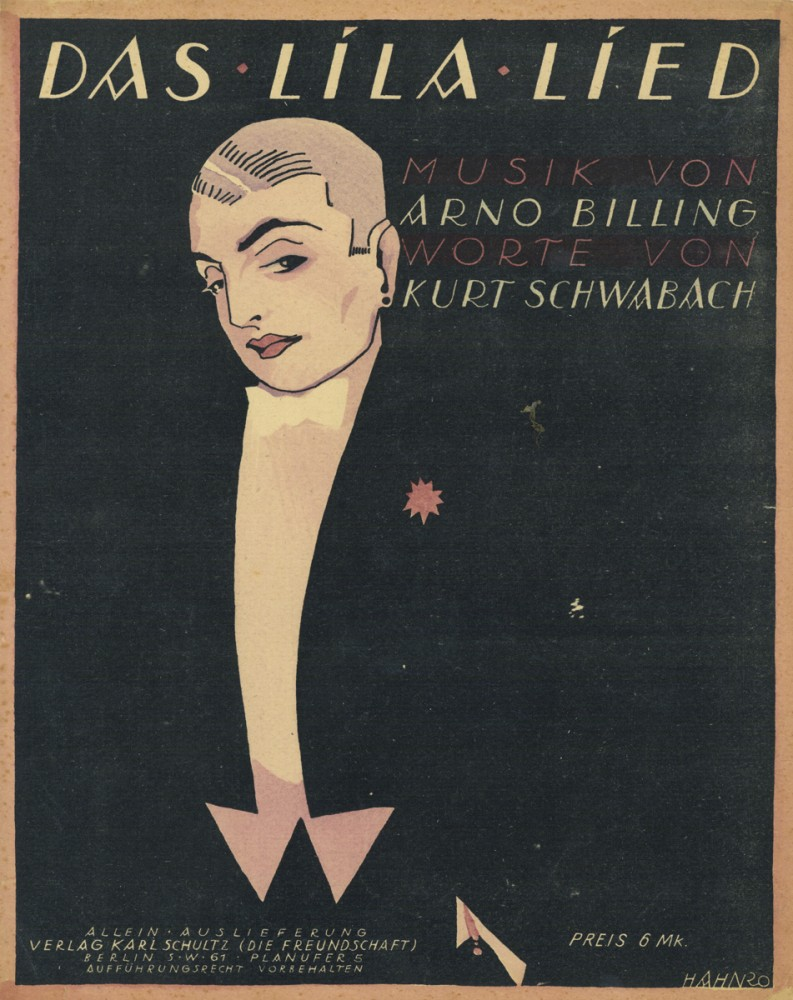
Titelseite "Das lila Lied", Berlin 1920

### Operetten, Musicals
- Die Königin der Nacht (Franz Arnold und Ernst Bach, Musik Walter Kollo, Gesangstexte Will Steinberg und Kurt Schwabach), 1921
- Miss Amerika. Das Abenteuer einer jungen Dame in drei Akten (Georg Okonkowski und Will Steinberg, Musik Walter Bromme), 1926
- Das Kuckucksei. Schwank in drei Akten (M. Groetzinger, Musik Artur M. Werau, Texte Kurt Schwabach), 1927
- Heute nacht…. Eventuell. Burleske (Fritz Friedmann-Frederich. Gesangstexte von Kurt Schwabach, Musik Walter Bromme), 1927
- Die Sechser-Operette (ursprünglicher Titel: „3-Pfennig-Operette“). Schwank (S. de Buillet, Musik Walter Bromme, Gesangstexte Kurt Schwabach), 1928
- Ist das nicht nett von Collette?  Musikalischer Schwank (Max Bertuch, Gesangstexte von Kurt Schwabach, Musik von Willi Rosen), 1930
- Der Damenfriseur. Schwank (Robert Blum, Musik Walter Bromme, Gesangstexte Kurt Schwabach), Berlin 1931
- Musketier Storch (Der Storch der Kompanie). Militäroperette in sechs Bildern  (Gesangstexte Kurt Schwabach und Willy Rosen, Musik Franz Doelle), 1932
- Glückliche Reise (Co-Text: Max Bertuch, Musik: Eduard Künneke), Berlin 1932
- Fasching. 6 lustige Szenen (Kurt Schwabach und Bruno Balz), Februar 1933
- Heut abend geh ich aus. Lustspiel (Rudolf Eger, Musik von Harry Ralton, Texte von Kurt Schwabach), September 1933
- Herz über Bord (Co-Text: Eduard v. der Becke, M. Bertuch, Musik: Eduard Künneke), Zürich 1935

### Drehbücher
- Gruß und Kuß, Veronika, 1933, (Musik: Franz Wachsmann)
- Skandal in der Botschaft, 1950

### Filmmusiken
- Der keusche Joseph, 1930
- Die Unschuld vom Lande, 1933

### Lieder
- Das lila Lied, 1920 (Musik: Mischa Spoliansky unter dem Pseudonym Arno Billing)
- Wenn ich keinen Dalles hatt, 1925 (Musik: Willy Rosen)
- Ich fahre heute Nacht zu meiner Gnäd'gen, 1927 (Musik: Willy Rosen)
- Ich brauch für Sonntag eine neue Braut, 1928 (Musik: Austin Egen);
- Nein, sowas tut die Lucie nicht, 1928 (Musik: Willy Rosen)
- Warum hat bloß das Zebra so viel Streifen? 1928 (Musik: Willy Rosen)
- Was hast du mit der Adelheid bloß vorgehabt, 1928 (Musik: Willy Rosen)
- Was soll ich bloß machen, 1928 (Musik: Willy Rosen)
- Erst trinken wir noch eins, 1929 (Musik: Willy Rosen)
- Wenn du mal in Hawaii bist, 1931 (Musik: Willy Rosen)
- Was nützen mir die schönsten Nelken?, 1928 (Musik: Willy Rosen, Austin Egen);
- Was nützt mir der schönste Lenz, 1928 (Musik: J. Cowler);
- Für einen Fliederstrauß darfst du mich küssen, 1929 (Musik: Willy Rosen, Will Meisel);
- Ich hab für Sie ne heimliche Schwäche, 1930 (Musik: Willy Rosen);
- Ich habe ein Herz, das sich nach Liebe sehnt, 1931 (Musik: Hans May);
- Mein Hund beisst jede hübsche Frau ins Bein, 1930 (Musik von Leopold Krauss-Elka und Kurt Schwabach)
- Kind, du brauchst nicht weinen, 1931 (Musik: Hans May);
- Ist das nicht wundervoll, 1932 (Musik: Will Meisel, Fred Raymond);
- Sind Sie heute abend schon vergeben?, 1932 (Musik: Willy Rosen);
- Vom Fahrstuhl auf den Barstuhl, 1932 (Musik: Rudolf Nelson);
- Die kleinen Mädchen mit dem treuen Blick, 1933 (Musik: F. Wachsmann);
- Allerdings, sprach die Sphinx, 1949, (Musik: Michael Jary)
- Es gibt keine Frau, die nicht lügt, 1950 (Musik: Michael Jary)
- Wann wirst du mich fragen, 1950 (Musik: Michael Jary)
- Wenn der Herrgott will, 1950 (Musik: Michael Jary)
- Gottes Kinder brauchen keine Schuhe, 1950 (Musik: Lotar Olias)
- Das ist die wahre Liebe (Musik: Michael Jary)
- Die Regenbogenkinder, (Musik: Peter Kreuder)
- Die Ballade vom Seemann Franke, Musik: Michael Jary;
- Fridolin, ich hab nichts anzuziehn, (Co-Text: Bernard de Weille, Musik: Willy Berking)
- Wenn die Männer wüßten, 1950 (Musik: Lotar Olias);
- Aladin, (Musik: Lotar Olias)
- Es geht auch ohne Frau'n, (Musik: Lotar Olias)
- Ich hab Heimweh nach St. Pauli, (Musik: Lotar Olias)
- Diesen Tango tanz ich nur mit dir, (Musik: Lotar Olias)
- Ich bin am Abend so allein, (Musik: Lotar Olias)
- Pst, hinter Ihnen steht einer, 1951, (Musik: Lotar Olias)
- Lockende Sterne, 1952 (Musik: Friedrich Schröder)
- Prairie Saloon (mehrere Liedtexte, Buch: Heinz Wunderlich, Musik: Lotar Olias), Hamburg 1958;
- Heimweh nach St. Pauli (mehrere Liedtexte, Buch: Gustav Kampendonk, Co-Text: Max Colpet, Fritz Graßhoff, Walter Rothenburg, Karl Vibach, Musik: Lotar Olias), Hamburg 1954/1962;
- Dankeschön, 1962, (Musik: Bert Kaempfert)

### Texte
- Drei Mann auf einem Pegasus – Gedichte, Songs, Chansons, 1959, 1964, 1973.

## Sonstige Quellen
- Entschädigungsbehörde Berlin, Landesverwaltungsamt für Bürger- und Ordnungsangelegenheiten, Abt. 1,: enthält: Entschädigungsakten Kurt Schwabach (Aktenzeichen 25.155, 315.180) .
- Politisches Archiv des Auswärtigen Amtes Berlin,: enthält: Personenakte zum Ausbürgerungsverfahren Kurt Schwabach (Sign.: R 99846).
- Staatsarchiv der Freien und Hansestadt Hamburg, Entschädigungsakte Kurt Schwabach, Sign.: Bestand 351-11, Amt für Wiedergutmachung  (vormals: Behörde für Soziales, Familie, Gesundheit und Verbraucherschutz, Versorgungsamt Hamburg, Amt für Wiedergutmachung, FS 5344, Aktenzeichen 260.298 ).
- Universität Hamburg
- Deutsche Biographie